# Modest (Nikitin)
Modest, imię świeckie Tichon Nikołajewicz Nikitin (ur. 31 lipca?/12 sierpnia 1867 w Woroneżu, zm. 2 grudnia 1937 w Smoleńsku) – rosyjski biskup prawosławny. 

## Życiorys
Ukończył seminarium duchowne w Woroneżu (1889), po czym podjął pracę w charakterze nauczyciela szkoły podstawowej w tym samym mieście. W 1891 został wyświęcony na kapłana jako mężczyzna żonaty. Do 1899 był proboszczem parafii w Nikitowce (gubernia woroneska). W wymienionym roku, tj. rok po śmierci małżonki, rozpoczął wyższe studia teologiczne w Moskiewskiej Akademii Duchownej i w 1903 uzyskał dyplom kandydata nauk teologicznych. Po ukończeniu studiów powrócił do służby kapłańskiej. Przez rok był katechetą seminarium nauczycielskiego w Teodozji, zaś do 1907 służył w cerkwi Tichwińskiej Ikony Matki Bożej i św. Onufrego w Woroneżu. W 1907 złożył wieczyste śluby mnisze w Monasterze Czudowskim, przyjmując imię Modest. Rok później otrzymał godność archimandryty. W tym samym roku został przełożonym monasteru Ikony Matki Bożej „Znak” w Moskwie, dziekanem klasztorów eparchii moskiewskiej i nadzorcą szkół parafialnych na jej terenie. 
4 sierpnia 1913 został wyświęcony na biskupa wieriejskiego, wikariusza eparchii moskiewskiej. Od 1913 był ponadto przełożonym monasteru Opieki Matki Bożej w Moskwie i kierownikiem prowadzonych przy nim kursów dla kandydatów do kapłaństwa. W 1917 został biskupem ust'-miedwiedickim i chopierskim. Jeszcze w tym samym roku przeniesiony do eparchii taurydzkiej jako jej wikariusz z tytułem biskupa sewastopolskiego. Z powodu choroby odszedł w stan spoczynku i do 1921 mieszkał w monasterze w Biełgorodzie. W wymienionym roku wzmiankowany jako biskup aksajski.
W 1922 przeszedł do Żywej Cerkwi. Kolejno był w jej strukturach biskupem rostowskim (1922), stalingradzkim (1922), twerskim (1923), dońskim i nowoczerkaskim (1924–1925), penzeńskim (1925), wierchodońskim (1925–1926), szachtyńskim (1926), sewastopolskim (1926–1927), astrachańskim (1927–1928), saratowskim (1928–1930), pskowskim (1930), czelabińskim (1930–1931). W 1931 po złożeniu aktu pokutnego został ponownie przyjęty do Rosyjskiego Kościoła Prawosławnego, jako biskup (nie uznano otrzymanej w 1930 w Żywej Cerkwi godności metropolity). Przez rok kierował eparchią uralską, po czym został przeniesiony w stan spoczynku. W 1933 wznowił jednak czynną działalność duszpasterską, służąc w jednej z cerkwi Moskwy jako zwykły kapłan. W listopadzie 1933 został skierowany do eparchii smoleńskiej jako jej wikariusz z tytułem biskupa wiaziemskiego. W 1936 został podniesiony do godności arcybiskupiej, a następnie mianowany ordynariuszem eparchii. Aresztowany rok później we Wiaźmie, został oskarżony o utworzenie kontrrewolucyjnej organizacji cerkiewnej i prowadzenie antyradzieckiej agitacji. Razem z nim przed sądem stanęło trzynastu innych kapłanów prawosławnych i dwie osoby świeckie. Nie przyznał się do winy. Skazany na śmierć, w grudniu 1937 został rozstrzelany. Zrehabilitowany w 1957.